# 119 Tauri
119 Tauri, auch als CE Tauri bekannt, ist ein etwa 2000 Lichtjahre entfernter Roter Überriese der Spektralklasse M2. Er ist Teil des Sternbilds Stier (Taurus).

## Visuelle Erscheinung
Aufgrund der niedrigen Oberflächentemperatur von etwa 3.400 Kelvin erscheint 119 Tauri rötlich. Mit einem auffällig hohen B−V-Farbindex von 2,06 ist die Färbung sehr ausgeprägt. Gelegentlich wird er deshalb auch „Rubinstern“ genannt. Nur μ Cephei, Herschels „Granatstern“, hat als Stern, der mit dem bloßen Auge sichtbar ist, einen noch höheren Farbindex. Andere sehr rote Sterne, wie R Leporis oder La Superba (Y CVn), sind wegen ihrer veränderlichen Helligkeit nicht immer für das bloße Auge sichtbar.

## Bezeichnungen
„119 Tauri“ ist die Flamsteed-Bezeichnung des Sterns. Der britische Astronom John Flamsteed nummerierte die mit bloßem Auge sichtbaren Sterne aufsteigend nach ihrer Rektaszension, demnach ist die Rektaszension von 119 Tauri höher als die des Hauptsterns des Sternbilds Stier, Aldebaran (87 Tau).
Die Bezeichnung „CE Tauri“ folgt den Regeln zur Benennung veränderlicher Sterne: Der erste Namensteil „CE“ besagt, dass 119 Tauri der 144. veränderliche Stern ist, der im Sternbild Stier entdeckt wurde; der zweite Namensteil „Tauri“ ist der Genitiv des lateinischen Namens des Sternbilds.

## Position
119 Tauri ist Teil des Stiers (lat. Taurus), eines Sternbilds der Ekliptik, das sowohl von der Nord- als auch von der Südhalbkugel der Erde aus beobachtet werden kann. Dieses Sternbild befindet sich, von der Erde aus betrachtet, auf der dem galaktischen Zentrum abgewandten Seite, welches im Sternbild Schütze (lat. Sagittarius) liegt. Seine südliche ekliptikale Breite beträgt nur rund -4° 41', so dass er von der Mondscheibe bedeckt werden kann.
Das Licht von 119 Tauri wird von ihn umgebenden oder sich zwischen ihm und der Sonne befindlichen Staubwolken, unter anderem den Staubwolken des Taurus-Auriga-Komplexes, um 0,8 Magnituden abgeschwächt. Befände sich kein Staub zwischen der Sonne und 119 Tauri, so wäre der Überriese ein Stern nahe der Grenze zur dritten Größe und würde doppelt so hell am Himmel erscheinen, vergleichbar mit der scheinbaren Helligkeit von ε Tauri.

### Entfernung
Die vom Weltraumteleskop Hipparcos gemessene Parallaxe ergibt einen Wert von ca. 1800 Lichtjahren für die Entfernung des Sterns. Die angegebene Messunsicherheit lässt aber nur zu, den Wert bis auf einige hundert Lichtjahre zu bestimmen. Sollte die Entfernung an der oberen Grenze der Messunsicherheit liegen, so würde es sich bei 119 Tauri um einen der größten und leuchtkräftigsten Sterne der Milchstraße handeln. Falls die Untergrenze korrekt ist, dürfte es sich um einen gewöhnlichen Roten Riesen handeln.

### Eigenbewegung
119 Tauri gehört zu den Randgebieten unserer Galaxis, jenen Gebieten, in denen sich viele offene Sternhaufen, wie die Plejaden, und Dunkelwolken befinden. Er weist eine sehr ähnliche Eigenbewegung, unter anderem wie der benachbarte blaue Riese 120 Tauri, auf.

## Physikalische Eigenschaften
119 Tauri ist ein Riesenstern und wird aufgrund seiner Leuchtkraft im Hertzsprung-Russell-Diagramm in die Leuchtkraftklasse I-b eingeteilt. Er gehört der Spektralklasse M an, zählt aber mit M2 zu einem früheren Untertyp und wird daher nicht zu den kühlen Überriesen wie V838 Monocerotis gezählt.
Seine physikalischen Werte sind, wie häufig bei schweren Sternen, sehr unsicher und können daher nicht eindeutig festgelegt werden. Man nimmt an, dass er einige Ähnlichkeit mit Beteigeuze hat. Sein Radius wird auf 600 Sonnenradien geschätzt, das entspricht gerundet einem Durchmesser von 835 Millionen Kilometern beziehungsweise 5,6 AE. Stünde 119 Tauri im Zentrum des Sonnensystems, würde er über die Bahn des Planeten Mars hinausragen und mehr als 50 % von Jupiters Abstand zur Sonne ausfüllen. Die Leuchtkraft dieses Sterns wird auf das 50.000fache der Sonne geschätzt.
Die scheinbare Helligkeit von 119 Tauri verändert sich um 0,3 mag mit einer halbregelmäßigen Periode (Typ SRc).